# Dwór w Dańkowie
Dwór w Dańkowie – dwór zlokalizowany w Dańkowie (gmina Błędów, powiat grójecki, województwo mazowieckie).

## Historia
W 1783 majątek i lokalne dobra należały do rodziny Zbierzchowskich, a potem, na przełomie XVIII i XIX wieku, do Szamotów (Seweryna, a następnie, do 1817, do jego syna Hipolita). Następnymi właścicielami majątku byli Jan i Jadwiga z Czarnowskich Majewska, Antoni Trąbczyński (od 1838), jego córka Antonina z Trąbczyńskich (żona Filipa Suskiego), Aleksander Janasz (od 1878), rodzina Wolskich (do zakończenia II wojny światowej) i skarb państwa. W okresie panowania Wolskich istniało tutaj wzorowe gospodarstwo, w którym prowadzono m.in. prace nad krzyżowaniem roślin. Z rodziny wywodził się Tadeusz Wolski, twórca pszenżyta. W latach 90. XX wieku majątek odzyskali Wolscy. Mieszkał tu Tadeusz Wolski oraz jego żona Anna z Branickich, a od 2021, przebywa ich syn, rzeźbiarz, Xawery Wolski.        
Dwór wzniesiono w pierwszych trzydziestu latach XIX wieku. Inwestorem była rodzina Majewskich. Obiekt przebudowano około połowy XIX wieku, w 1936 oraz w latach 1938–1939, kiedy to dostawiono portyk kolumnowy na osi głównej w miejsce ganku. Po II wojnie światowej dokonano jego kolejnej przebudowy, która w dużej mierze zatarła jego wartości architektoniczne. Po powrocie majątku do dawnych właścicieli (zamieszkujących obiekt) budynek odrestaurowano, przywracając mu stan pierwotny. Obecnie stan zabudowań jest dobry.        
Dworowi towarzyszy oficyna pochodząca z połowy XIX wieku. Otacza go park z pierwszej połowy XIX wieku (starodrzew).        
Zespół dworski i folwarczny wpisano do rejestru zabytków pod numerami 482/A/62 (23 marca 1962) oraz 28/A (20 grudnia 1999).        

## Architektura
Budynek reprezentuje styl dworkowy z elementami klasycyzmu. Jedenastoosiowy obiekt wzniesiono jako parterowy, podpiwniczony, na planie prostokąta. Jest ceglany i otynkowany. Elewacje pomalowano na żółto. Poddasze, kryte dachem czterospadowym (dachówka) jest mieszkalne. W połaciach dachowych od frontu umieszczono cztery symetrycznie ulokowane lukarny, które wieńczą trójkątne szczyty. Elewację frontową dominuje trzyosiowy, piętrowy ryzalit z czterokolumnowym portykiem toskańskim (wielki porządek).        